# Ferber (inslagkrater)
Ferber is een inslagkrater op de planeet Venus. Ferber werd in 1991 genoemd naar de Amerikaanse schrijfster Edna Ferber (1887-1968).
De krater heeft een diameter van 23,1 kilometer en bevindt zich in het zuiden van het quadrangle Bereghinya Planitia (V-8).